# Walther Brecht
Karl Walther Brecht (Berlijn, 31 augustus 1876 - München, 1 juli 1950) was een Duitse taalwetenschapper en literair historicus.
Brecht werd in 1876 in Berlijn geboren als zoon van de oogarts en medisch officier Heinrich Brecht en zijn vrouw Caroline (geboren Gusserow). 
Van 1896 tot 1901 studeerde Brecht Duitse filologie, filosofie, geschiedenis, kunstgeschiedenis en geografie in Freiburg, Bonn, Göttingen en Berlijn.
Vanaf 1910 was hij hoogleraar Duitse filologie aan de Koninklijke Academie in Posen, vanaf 1913 benoemd tot hoogleraar Duitse taal en literatuur aan de Universiteit van Wenen, vanaf 1926 hoogleraar Duitse taal en literatuur aan de Universiteit van Breslau.
Van 1927 tot 1937 doceerde hij als hoogleraar moderne Duitse literatuurgeschiedenis aan de Universiteit van München. 
In 1933 schreef hij het nawoord Das Problem der Einsamkeit im 18. Jahrhundert, im besonderen bei J. G. Zimmermann de handelseditie van de dissertatie uit 1932 van zijn briljante leerling Leo Maduschka, die inmiddels was omgekomen tijdens diens beoefening van de bergsport.
Op 1 juli 1937 werd Walther Brecht onder het nazi-regime op grond van de Neurenberger rassenwetten gedwongen met pensioen te gaan vanwege zijn huwelijk met een zogenaamde "niet-Arische" vrouw. 
- Bibsys: 3075614
- Bibliothèque nationale de France: cb12754333f (data)
- CiNii: DA15663781
- Gemeinsame Normdatei: 116439890
- International Standard Name Identifier: 0000 0001 0913 0782
- Library of Congress Control Number: no2006009552
- Nationale Bibliotheek van Tsjechië: xx0182896
- Nationale Bibliotheek van Israël: 987007603852905171
- Nationale Bibliotheek van Polen: a0000003664128
- Nederlandse Thesaurus van Auteursnamen: 074213415
- Système universitaire de documentation: 092690726
- Virtual International Authority File: 69681853
- WorldCat: E39PBJhd7v4gGT37BWF3vHkMT3